# Estación de Ixtepec
Ixtepec es una estación de trenes que se encuentra en Ciudad Ixtepec, Oaxaca.  El 22 de diciembre de 2023, la estación fue inaugurada junto al primer viaje del Tren Interoceánico por la Línea Z.

## Historia
La estación fue construida por el Ferrocarril Nacional de Tehuantepec mediante una concesión número 2. En junio de 1879 se aprobó el contrato celebrado con el Sr. Learned el 19 de enero de 1878, el 6 de noviembre de 1880 se fijó el trayecto de la línea. 
Por decreto, el 30 de mayo de 1882 se autorizó al Ejecutivo Federal para la construcción de un ferrocarril por el Istmo y en 24 de julio del mismo año se dictaron las resoluciones y disposiciones relativas a proceder a los trabajos preliminares a la construcción del Ferrocarril Interoceánico por aquel Istmo. 
Por contrato, el 27 de febrero de 1888 se autorizó a los Señores C. S. Stanhope, J. H. Hampson y E. L. Corthell, para la construcción del Ferrocarril Nacional de Tehuantepec. La construcción del ferrocarril se terminó en 15 de octubre de 1894. La línea del Ferrocarril Nacional de Tehuantepec fue concluida el 29 de junio de 1894 estableciéndose así una línea férrea que conectó el Océano Pacífico con el Océano Atlántico.
A principios del año 2000, el tren dejó de transportar pasaje en la estación y únicamente se comenzó a utilizar para transporte de carga, sin embargo siguió siendo transporte para miles de migrantes procedentes de Centroamérica.
El 22 de diciembre de 2023, la estación fue reinaugurada por el entonces presidente Andrés Manuel López Obrador, esta inauguración fue a la par de primer viaje del Tren Interoceánico por la Línea Z.